# Herb Wietnamu Południowego

Herb Wietnamu Południowego

Tarcza herbowa

Herb Wietnamu Południowego – jeden z symbol państwowych Republiki Wietnamu. Został przyjęty w 1954, kiedy proklamowano powstanie tego państwa. Wyszedł z użycia w 1976 po likwidacji Wietnamu Południowego, co nastąpiło w wyniku zjednoczenia z Wietnamem Północnym.